# Parabopyrus kiiensis
Parabopyrus kiiensis är en kräftdjursart som beskrevs av Sueo M. Shiino 1934. Parabopyrus kiiensis ingår i släktet Parabopyrus och familjen Bopyridae. Inga underarter finns listade i Catalogue of Life.